# Aaron Donkor
Aaron Donkor (* 21. März 1995 in Göttingen) ist ein deutscher American-Football- und ehemaliger Basketballspieler ghanaischer Abstammung. Er steht in der European League of Football bei den Vienna Vikings unter Vertrag.
Vorher war er zwei Jahre im Practice Squad der Seattle Seahawks in der NFL und spielte kurzzeitig bei den Houston Roughnecks sowie Arlington Renegades in der XFL.
Er ist der Bruder des Fußballprofis Anton Donkor.

## Laufbahn

### Basketball
Der 1,85 Meter große Donkor spielte auf der Aufbauposition in der Jugend des ASC 1846 Göttingen und später für die Göttinger Vertretungen in der JBBL und NBBL. In den Spielzeiten 2011/12 sowie 2012/13 stand er im Kader der BG Göttingen in der 2. Bundesliga ProA und wurde 2014 mit den „Veilchen“ Zweitligameister. Er bestritt in diesen zwei Jahren insgesamt 22 ProA-Partien.
In der Saison 2014/15 spielte Donkor bei den White Wings Hanau, und 2015/16 bei Citybasket Recklinghausen (jeweils 2. Bundesliga ProB).

### American Football
Im Frühling 2016 absolvierte er ein Probetraining bei den Düsseldorf Panthern aus der German Football League und erhielt als Defensive End einen Kaderplatz bei den Rheinländern.
Im Frühjahr 2017 erhielt er ein Stipendium, um als Student und Footballspieler ans Junior College New Mexico Military Institute in die Vereinigten Staaten zu wechseln. Im Dezember 2018 wechselte er an die Arkansas State University (erste NCAA-Division).
Im Dezember 2020 wurde Donkor als einer von elf Spielern aus neun Ländern für das Förderprogramm IPPP ausgewählt, das Spielern von außerhalb der Vereinigten Staaten die Möglichkeit gibt, sich für die National Football League (NFL) zu empfehlen. Am 4. Mai 2021 kam er im Rahmen dieses Förderprogramms als Linebacker zu den Seattle Seahawks. Den Sprung in Seattles festes Aufgebot schaffte er nicht, Ende August 2021 wurde er zunächst aussortiert, erhielt aber kurz darauf einen Platz im Practice Squad der Seahawks. Am 28. August 2022 wurde Donkor erneut entlassen, wurde jedoch nur einen Tag später in das Practice Squad zurückgeholt.
Am 1. März 2023 wurde öffentlich, dass Donkor einen Vertrag bei den Houston Roughnecks in der XFL unterschrieben habe. Damit ist er nach Dominik Eberle der zweite deutsche Spieler in der Liga. Nach nicht einmal einem Monat wurde Donkor in Houston wieder entlassen, woraufhin er von den Arlington Renegades unter Vertrag genommen wurde.